# Pingo-d'Água
Pingo-d'Água là một đô thị thuộc bang Minas Gerais, Brasil. Đô thị này có diện tích 66,82 km², dân số năm 2007 là 4016 người, mật độ 55,8 người/km².